# Seitokai no Ichizon
Seitokai no Ichizon (生徒会の一存) là loạt light novel do Sekina Aoi thực hiện và Inugami Kira minh họa. Loạt tiểu thuyết đã đăng trên tạp chí Fujimi Fantasia Bunko từ ngày 19 tháng 1 năm 2008 đến ngày 20 tháng 1 năm 2012. Sau đó các tập được tập hợp lại và phát hành 10 bunkobon. Loạt tiểu thuyết ban đầu có tên Hekiyou Gakuen Seitokai Gijiroku (碧陽学園生徒会議事録) nhưng khi phát hành tập tổng hợp đầu tiên thì đổi tên thêm một đoạn đầu giống như hiện tại làm tên chính của loạt. Cốt truyện xoay quanh các thành viên của hội học sinh tại trường Hekiyou, cốt truyện hư cấu châm biếm với những sự việc bình thường gần như không bao giờ có thể xảy ra và cách xử lý của hội học sinh này cũng ấn tượng không kém tạo cảm giác hài hước. Ngoài ra nhiều nhân vật và tình tiết của các tác phẩm khác cũng xuất hiện trong loạt tiểu thuyết này.
Loạt tiểu thuyết đã được chuyển thể thành các phương tiện truyền thông khác như các loạt manga và anime. Cũng như có các bộ tiểu thuyết tiếp theo cũng được thực hiện nối tiếp bộ đầu vì thế loạt tiểu thuyết này được biết nhiều với tên Seitokai Series (生徒会シリーズ).

## Truyền thông

### Light novel
Bộ đầu trong loạt light novel có tựa Hekiyou Gakuen Seitokai Gijiroku (碧陽学園生徒会議事録) do Sekina Aoi thực hiện và Inugami Kira minh họa đã đăng trên tạp chí Fujimi Fantasia Bunko từ ngày 19 tháng 1 năm 2008 đến ngày 20 tháng 1 năm 2012. Sau đó các tập được tập hợp lại và phát hành 10 bunkobon.
Bộ ngoại truyện có tên Hekiyou Gakuen Seitokai Mokushiroku (碧陽学園生徒会黙示録) cũng đã được Sekina Aoi thực hiện và đăng trên tạp chí Fujimi Fantasia Bunko từ ngày 27 tháng 12 năm 2007 đến ngày 20 tháng 7 năm 2013. Các chương sau đó đã được tập hợp lại và phát hành thành 8 bunkobon.
Bộ nối tiếp có tên Hekiyou Gakuen Shin Seitokai Gijiroku (碧陽学園新生徒会議事録 新生徒会の一存) cũng đang được thực hiện và đăng trên tạp chí Dragon Magazine từ ngày 25 tháng 11 năm 2012 đến ngày 19 tháng 3 năm 2013. Các chương sau đó đã phát hành thành 1 bunkobon.

### Manga
10mo đã thực hiện chuyển thể manga của bộ tiểu thuyết với cốt truyện giống như bản gốc nhưng có thứ tự khác nhau. Truyện đã được đăng trên tạp chí Monthly Dragon Age của Fujimi Shobo từ ngày 20 tháng 8 năm 2008. Đến tháng 3 năm 2009 thì chuyển sang tạp chí Dragon Age Pure cũng của Fujimi Shobo do tạp chí trước ngừng xuất bản và tiếp tục cho đến ngàt ngày 09 tháng 7 năm 2013. Các chương sau đó đã được tập hợp lại thành 8 tankōbon.
Mizushima Sorahiko thì thực hiện loạt manga ngoại truyện có tựa Seitokai no Ichizon Nya✩ (生徒会の一存 にゃ☆) và phát hành trên tạp chí Comptiq của Kadokawa Shoten từ ngày 09 tháng 5 đến ngày 10 tháng 12 năm 2009. Các chương sau đó được tập hợp lại thành 1 tankōbon.
Rentan Migiri đã thực hiện chuyển thể manga có phong cách 4 hình có tên Seitokai no Ichizon Petit (生徒会の一存 ぷち) và cũng đăng trên tạp chí Comptiq của Kadokawa Shoten từ ngày 26 tháng 10 năm 2009 đến tháng 2 năm 2010. Các chương cũng được tập hợp lại thành 2 tankōbon.
Một loạt manga chuyển thể khác cũng được thực hiện bởi Ashio có tên Seitokai no Nichijō (生徒会の日常) và xuất bản trên tạp chí của Fujimi Shobo từ ngày 10 tháng 9 năm 2011. Các chương sau đó đã được tập hợp lại và phát hành thành 1 tankōbon tính đến đầu năm 2013, tập này được chuyển thể từ tập 9 đến 12 của loạt tiểu thuyết nhưng các chương sau đó bắt đầu chuyển thành sang chuyển thể bộ tiểu thuyết ngoại truyện.
Mizushima Sorahiko cũng thực hiện loạt manga ngoại truyện thứ hai của mình cho loạt tiểu thuyết có tên Seitokai no Ichizon Otsu (生徒会の一存 乙) lấy bối cảnh một năm trước khi các sự kiện trong tiểu thuyết xảy ra. Truyện cũng phát hành trên tạp chí Comptiq của Kadokawa Shoten từ ngày 10 tháng 9 năm 2011 đến ngày 10 tháng 2 năm 2013. Các chương sau đó được tập hợp lại thành 2 tankōbon.
Sekina Aoi đã thực hiện chuyển thể manga của bộ tiểu thuyết nối tiếp có tựa Shin Seitokai no Ichizon (新生徒会の一存) và đăng trên tạp chí Monthly Dragon Age của Fujimi Shobo từ ngày 09 tháng 1 năm 2013 đến ngày 08 tháng 2 năm 2014. Các chương sau đó được tập hợp lại và phát hành thành 3 tankōbon.

### Sách
Một cuốn sách dành cho người hâm mộ có tựa Hekiyou Gakuen Seitokai Katsudou Kiroku (碧陽学園生徒会活動記録) đã được phát hành vào ngày 25 tháng 5 năm 2012. Tập trung giới thiệu các nhân vật cũng như giải thích các tình tiết trong loạt tiểu thuyết.

### Anime
Studio Deen đã tiến hành thực hiện chuyển thể anime của loạt tiểu thuyết có tựa Seitokai no Ichizon - Hekiyoh Gakuen Seitokai Gijiroku (生徒会の一存 碧陽学園生徒会議事録) và phát sóng tại Nhật Bản từ ngày 02 tháng 10 đến ngày 18 tháng 12 năm 2009 với 12 tập. Mighty Media đã đăng ký bản quyền phát hành tại Đài Loan.
Bộ anime thứ hai có tựa Seitokai no Ichizon - Hekiyoh Gakuen Seitokai Gijiroku (生徒会の一存 碧陽学園生徒会議事録) hay Seitokai no Ichizon Lv. 2 thì do hãng AIC thực hiện đã phát sóng tại Nhật Bản từ ngày 13 tháng 10 đến ngày 26 tháng 12 năm 2012 với 10 tập.

### Internet radio
Chương trình phát thanh drama trên mạng có tựa Hekiyou Gakuen ☆ Kounai Housou (碧陽学園☆校内放送) đã được thực hiện và phát từ ngày 09 tháng 10 năm 2009 đến ngày ngày 22 tháng 6 năm 2010 trên kênh KADOKAWAanime (kênh này cũng được mở trên youtube). Các chương trình sau đó đã được tập hợp để phát hành thành 2 đĩa drama CD.
Một loạt chương trình drama khác đã được thực hiện cho bộ anime thứ hai có tựa Hekiyou Gakuen ☆ Kounai Housou R (Kari) (碧陽学園☆校内放送R（仮）) cho chương trình đầu sau đó chuyển thành tựa Hekiyou Gakuen ☆ Kounai Housou Lv.2 (碧陽学園☆校内放送 Lv.2) phát từ ngày 12 tháng 10 năm 2012 đến ngày 29 tháng 3 năm 2013 cũng trên kênh kênh KADOKAWAanime. Các chương trình sau đó đã cũng được tập hợp để phát hành thành 3 đĩa drama CD.

### Drama CD
Một đĩa drama CD đã được thực hiện để đính kèm với bộ hộp phiên bản BD của bộ anime thứ nhất phát hành vào ngày 28 tháng 9 năm 2012.
Các đĩa drama CD cũng đã được thực hiện để đính kèm với 6 phiên bản hộp đĩa DVD/BD giới hạn của bộ anime thứ hai.

### Âm nhạc
Bộ anime đầu có 5 bài hát chủ đề, 1 bài mở đầu và 4 bài kết thúc. Bài hát mở đầu có tựa Treasure trình bày, album chứa bài hát đã phát hành vào ngày 11 tháng 11 năm 2009. Bài hát kết thúc có tựa Mōsō☆Fetish! (妄想☆ふぇてぃっしゅ!), bài hát kết thúc thứ hai có tựa Ue Ue Shita Shita Hidari Migi Hidari Migi BA (上上下下左右左右BA), bài hát kết thúc thứ ba có tựa Yurupa Wonderful (ゆるぱ☆わンダフル), album chứa bài hát đã phát hành vào ngày 25 tháng 11 năm 2009. Bài hát kết thúc thứ tư có tựa Zettai Kaichō Sengen? (ぜったいかいちょーせんげん?), đã phát hành kèm trong album của bài hát mở đầu. Tất cả các bài hát đều do các nhân vật trình bày.
Có năm đĩa tương ứng với năm nhân vật chính dành cho người hâm mộ gồm các bài hát do nhân vật trình bày cùng các chương trình phỏng vấn và drama CD phát hành vào ngày 25 tháng 12 năm 2009, 29 tháng 1, 26 tháng 2, 26 tháng 3 và 23 tháng 4 năm 2010. Album chứa các bài hát do các nhân vật trình bày đã phát hành vào ngày 30 tháng 7 năm 2010. Album chứa các bài hát do các nhân vật trình bày khác đã phát hành vào ngày 28 tháng 9 năm 2012, album này còn chứa các bản nhạc dùng trong bộ anime.
| Treasure         | Treasure                                                             | Treasure   |
| STT              | Nhan đề                                                              | Thời lượng |
| ---------------- | -------------------------------------------------------------------- | ---------- |
| 1.               | "Treasure"                                                           | 4:39       |
| 2.               | "Zettai Kaichou Sengen! (絶対会長宣言!)"                             | 3:06       |
| 3.               | "Treasure ~KARAOKE MIX~"                                             | 4:39       |
| 4.               | "Zettai Kaichou Sengen! ~KARAOKE MIX~ (絶対会長宣言! ~KARAOKE MIX~)" | 3:02       |
| Tổng thời lượng: | Tổng thời lượng:                                                     | 15:26      |

| Mousou☆Fetish! (妄想☆ふぇてぃっしゅ!) | Mousou☆Fetish! (妄想☆ふぇてぃっしゅ!)                                                                              | Mousou☆Fetish! (妄想☆ふぇてぃっしゅ!) |
| STT                                   | Nhan đề | Thời lượng                            |
| ------------------------------------- | --- | ------------------------------------- |
| 1.                                    | "Mousou☆Fetish! (妄想☆ふぇてぃっしゅ!)"                                                                            | 3:04                                  |
| 2.                                    | "Mousou☆Fetish! ~Kurimu & Chizuru Ver.~ (妄想☆ふぇてぃっしゅ! 〜くりむ＆知弦 ver.〜)"                              | 3:04                                  |
| 3.                                    | "Mousou☆Fetish! ~Shiina Shimai Ver.~ (妄想☆ふぇてぃっしゅ! 〜椎名姉妹ver.〜)"                                      | 3:05                                  |
| 4.                                    | "Ue Ue Shita Shita Hidari Migi Hidari Migi B A (上上下下左右左右BA)"                                               | 3:03                                  |
| 5.                                    | "Ue Ue Shita Shita Hidari Migi Hidari Migi B A ~Kurimu & Chizuru Ver.~ (上上下下左右左右BA 〜くりむ＆知弦 ver.〜)" | 3:03                                  |
| 6.                                    | "Ue Ue Shita Shita Hidari Migi Hidari Migi B A ~Shiina Shimai Ver.~ (上上下下左右左右BA 〜椎名姉妹ver.〜)"         | 3:05                                  |
| 7.                                    | "Yurupa☆Wonderful (ゆるぱ☆わンダフル)"                                                                             | 3:06                                  |
| 8.                                    | "Yurupa Wonderful ~Kurimu & Chizuru Ver.~ (ゆるぱ☆わンダフル 〜くりむ＆知弦 ver.〜)"                               | 3:06                                  |
| 9.                                    | "Yurupa Wonderful ~Shiina Shimai Ver.~ (ゆるぱ☆わンダフル 〜椎名姉妹ver.〜)"                                       | 3:07                                  |
| 10.                                   | "Mousou☆Fetish! ~Karaoke Mix~ (妄想☆ふぇてぃっしゅ! 〜KARAOKE MIX〜)"                                              | 3:04                                  |
| 11.                                   | "Ue Ue Shita Shita Hidari Migi Hidari Migi B A ~Karaoke Mix~ (上上下下左右左右BA 〜KARAOKE MIX〜)"                 | 3:03                                  |
| 12.                                   | "Yurupa Wonderful ~Karaoke Mix~ (ゆるぱ☆わンダフル 〜KARAOKE MIX〜)"                                               | 3:04                                  |
| Tổng thời lượng:                      | Tổng thời lượng:                                                                                                   | 36:54                                 |

| Seitokai no Ichizon Character Fan Disc "Sakurano Kurimu" (生徒会の一存 キャラクター・ファンディスク 「桜野くりむ」) | Seitokai no Ichizon Character Fan Disc "Sakurano Kurimu" (生徒会の一存 キャラクター・ファンディスク 「桜野くりむ」) | Seitokai no Ichizon Character Fan Disc "Sakurano Kurimu" (生徒会の一存 キャラクター・ファンディスク 「桜野くりむ」) |
| STT | Nhan đề | Thời lượng |
| --- | --- | --- |
| 1. | "Usamaro Hunter (うさまろハンター)"                                                                                 | 4:16 |
| 2. | "Media no Chigai wo Rikai se yo! (メディアの違いを理解せよ！)"                                                      | 4:14 |
| 3. | "Zettai Kaichou Sengen? (ぜったいかいちょーせんげん？)"                                                             | 3:28 |
| 4. | "Interview Suru Seitokai Sakurano Kurimu-hen chapter ① (インタビューする生徒会 桜野くりむ編 chapter ①)"             | 7:56 |
| 5. | "Utau Seitokai chapter ① (歌う生徒会 chapter ①)"                                                                    | 6:57 |
| 6. | "Utau Seitokai chapter ② (歌う生徒会 chapter ②)"                                                                    | 5:04 |
| 7. | "Utau Seitokai chapter ③ (歌う生徒会 chapter ③)"                                                                    | 7:18 |
| 8. | "Utau Seitokai chapter ④ (歌う生徒会 chapter ④)"                                                                    | 6:51 |
| 9. | "Utau Seitokai chapter ⑤ (歌う生徒会 chapter ⑤)"                                                                    | 7:00 |
| 10. | "Shuurokugo no Seitokai Sentouhen chapter ① (収録後の生徒会 銭湯編 chapter ①)"                                      | 6:08 |
| 11. | "Real Seitokai Dabenrihen Part 1 (リアル生徒会駄弁り編 Part 1)"                                                     | 4:51 |
| Tổng thời lượng: | Tổng thời lượng: | 1:04:03 |

| Seitokai no Ichizon Character Fan Disc "Akaba Chizuru" (生徒会の一存 キャラクター・ファンディスク 「紅葉知弦」) | Seitokai no Ichizon Character Fan Disc "Akaba Chizuru" (生徒会の一存 キャラクター・ファンディスク 「紅葉知弦」) | Seitokai no Ichizon Character Fan Disc "Akaba Chizuru" (生徒会の一存 キャラクター・ファンディスク 「紅葉知弦」) |
| STT | Nhan đề | Thời lượng |
| --- | --- | --- |
| 1. | "Chikashitsu ~Tasogare Unbalance~ (地下室 〜黄昏アンバランス〜)"                                                | 3:51 |
| 2. | "Watashi ga Kami-sama dattara (私が神様だったら)"                                                               | 4:57 |
| 3. | "No merit to me"                                                                                                | 3:55 |
| 4. | "Interview Suru Seitokai Akaba Chiduru-hen chapter ① (インタビューする生徒会 紅葉知弦編 chapter ①)"             | 8:16 |
| 5. | "Shinjitsu no Seitokai chapter ① (真実の生徒会 chapter ①)"                                                      | 7:19 |
| 6. | "Shinjitsu no Seitokai chapter ② (真実の生徒会 chapter ②)"                                                      | 6:00 |
| 7. | "Shinjitsu no Seitokai chapter ③ (真実の生徒会 chapter ③)"                                                      | 4:41 |
| 8. | "Shinjitsu no Seitokai chapter ④ (真実の生徒会 chapter ④)"                                                      | 6:19 |
| 9. | "Shinjitsu no Seitokai chapter ⑤ (真実の生徒会 chapter ⑤)"                                                      | 5:07 |
| 10. | "Shinjitsu no Seitokai chapter ⑥ (真実の生徒会 chapter ⑥)"                                                      | 3:26 |
| 11. | "Shuurokugo no Seitokai Taiikukanhen chapter ① (収録後の生徒会 体育館編 chapter ①)"                             | 4:35 |
| 12. | "Real Seitokai Dabenrihen Part2 (リアル生徒会駄弁り編 Part 2)"                                                  | 6:37 |
| Tổng thời lượng:                                                                                                | Tổng thời lượng:                                                                                                | 1:05:03 |

| Seitokai no Ichizon Character Fan Disc "Shiina Mafuyu" (生徒会の一存キャラクターファンディスク「椎名真冬」) | Seitokai no Ichizon Character Fan Disc "Shiina Mafuyu" (生徒会の一存キャラクターファンディスク「椎名真冬」) | Seitokai no Ichizon Character Fan Disc "Shiina Mafuyu" (生徒会の一存キャラクターファンディスク「椎名真冬」) |
| STT | Nhan đề | Thời lượng                                                                                                  |
| --- | --- | --- |
| 1. | "Hi, Gene! ~Ya! Oh! Yeah!~ (Hi, Gene ! ～ヤァ! Oh! Yeah!～)"                                                | 3:35 |
| 2. | "Tadaima (^o^) / Okaeri m(__)m (ただいま(^o^)／おかえりm(__)m)"                                             | 5:00 |
| 3. | "Spec dake Tsukaikitta Game Soft no You desu (スペックだけ使い切ったゲームソフトのようですぅ)"              | 2:25 |
| 4. | "Interview Suru Seitokai Shiina Mayufu-hen chapter ① (インタビューする生徒会 椎名真冬編 chapter ①)"         | 10:34 |
| 5. | "(P-) Suru Seitokai chapter ① ((ピー)する生徒会 chapter ①)"                                                 | 5:53 |
| 6. | "(P-) Suru Seitokai chapter ② ((ピー)する生徒会 chapter ②)"                                                 | 5:40 |
| 7. | "(P-) Suru Seitokai chapter ③ ((ピー)する生徒会 chapter ③)"                                                 | 5:31 |
| 8. | "(P-) Suru Seitokai chapter ④ ((ピー)する生徒会 chapter ④)"                                                 | 3:32 |
| 9. | "(P-) Suru Seitokai chapter ⑤ ((ピー)する生徒会 chapter ⑤)"                                                 | 3:40 |
| 10. | "(P-) Suru Seitokai chapter ⑥ ((ピー)する生徒会 chapter ⑥)"                                                 | 5:58 |
| 11. | "Shuurokugo no Seitokai Pajama Party-hen chapter ① (収録後の生徒会 パジャマパーティ編 chapter ①)"           | 5:25 |
| 12. | "Real Seitokai Dabenrihen Part 3 (リアル生徒会駄弁り編 Part 3)"                                             | 7:26 |
| Tổng thời lượng:                                                                                            | Tổng thời lượng:                                                                                            | 1:04:40 |

| Seitokai no Ichizon Character Fan Disc "Shiina Minatsu" (生徒会の一存 キャラクター・ファンディスク 「紅葉深夏」) | Seitokai no Ichizon Character Fan Disc "Shiina Minatsu" (生徒会の一存 キャラクター・ファンディスク 「紅葉深夏」) | Seitokai no Ichizon Character Fan Disc "Shiina Minatsu" (生徒会の一存 キャラクター・ファンディスク 「紅葉深夏」) |
| STT | Nhan đề | Thời lượng |
| --- | --- | --- |
| 1. | "Nekketsu Tarou (熱血太郎)"                                                                                      | 4:25 |
| 2. | "Seitokai Sentai Gakuenger (生徒会戦隊ガクエンジャー)"                                                           | 3:58 |
| 3. | "Rising Air (ライジングエア)"                                                                                    | 4:03 |
| 4. | "Interview Suru Seitokai Shiina Minatsu-hen chapter ① (インタビューする生徒会 椎名深夏編 chapter ①)"             | 9:43 |
| 5. | "Kyoufu no Seitokai chapter ① (恐怖の生徒会 chapter ①)"                                                          | 5:20 |
| 6. | "Kyoufu no Seitokai chapter ② (恐怖の生徒会 chapter ②)"                                                          | 5:11 |
| 7. | "Kyoufu no Seitokai chapter ③ (恐怖の生徒会 chapter ③)"                                                          | 3:44 |
| 8. | "Kyoufu no Seitokai chapter ④ (恐怖の生徒会 chapter ④)"                                                          | 4:07 |
| 9. | "Kyoufu no Seitokai chapter ⑤ (恐怖の生徒会 chapter ⑤)"                                                          | 8:20 |
| 10. | "Kyoufu no Seitokai chapter ⑥ (恐怖の生徒会 chapter ⑥)"                                                          | 3:58 |
| 11. | "Shuurokugo no Seitokai Sounanhen chapter ① (収録後の生徒会 遭難編 chapter ①)"                                   | 6:47 |
| 12. | "Real Seitokai Dabenrihen Part4 (リアル生徒会駄弁り編 Part 4)"                                                   | 11:34 |
| Tổng thời lượng:                                                                                                 | Tổng thời lượng:                                                                                                 | 1:11:10 |

| Seitokai no Ichizon Character Fan Disc "Sugisaki Ken" (生徒会の一存 キャラクター・ファンディスク「杉崎鍵」) | Seitokai no Ichizon Character Fan Disc "Sugisaki Ken" (生徒会の一存 キャラクター・ファンディスク「杉崎鍵」)                 | Seitokai no Ichizon Character Fan Disc "Sugisaki Ken" (生徒会の一存 キャラクター・ファンディスク「杉崎鍵」) |
| STT | Nhan đề | Thời lượng                                                                                                  |
| --- | --- | --- |
| 1. | "Harem Houkai Rhapsody (ハーレム破壊ラプソディ)"                                                                            | 3:32 |
| 2. | "Lamb Chop no Saute to Koushi no Spare Rib w/z Nakameguro Yoshiki (ラムチョップのソテーと仔牛のスペアリブ w／z 中目黒善樹)" | 4:09 |
| 3. | "Treasure 2010" | 4:09 |
| 4. | "Interview Suru Seitokai Sugisaki Ken-hen chapter1 (インタビューする生徒会 杉崎鍵編 chapter ①)"                             | 12:50 |
| 5. | "Gyakuten Suru Seitokai chapter ① (逆転する生徒会 chapter ①)"                                                               | 5:20 |
| 6. | "Gyakuten Suru Seitokai chapter ② (逆転する生徒会 chapter ②)"                                                               | 5:39 |
| 7. | "Gyakuten Suru Seitokai chapter ③ (逆転する生徒会 chapter ③)"                                                               | 5:28 |
| 8. | "Gyakuten Suru Seitokai chapter ④ (逆転する生徒会 chapter ④)"                                                               | 6:25 |
| 9. | "Gyakuten Suru Seitokai chapter ⑤ (逆転する生徒会 chapter ⑤)"                                                               | 7:02 |
| 10. | "Lamb Chop no Saute to Koushi no Spare Rib (ラムチョップのソテーと仔牛のスペアリブ)"                                        | 4:09 |
| 11. | "Shuurokugo no Seitokai Gohoushihen chapter ① (収録後の生徒会 ご奉仕編 chapter ①)"                                          | 7:34 |
| 12. | "Real Seitokai Dabenrihen Part 5 (リアル生徒会駄弁り編 Part 5)"                                                             | 8:07 |
| Tổng thời lượng:                                                                                            | Tổng thời lượng: | 1:14:22 |

| "Seitokai no Ichizon" Remix Best Album "Odoru Seitokai" (「生徒会の一存」 リミックスベストアルバム 「踊る生徒会」) | "Seitokai no Ichizon" Remix Best Album "Odoru Seitokai" (「生徒会の一存」 リミックスベストアルバム 「踊る生徒会」) | "Seitokai no Ichizon" Remix Best Album "Odoru Seitokai" (「生徒会の一存」 リミックスベストアルバム 「踊る生徒会」) |
| STT | Nhan đề | Thời lượng |
| --- | --- | --- |
| 1. | "Treasure ～ thank you-big hit mix ～"                                                                             | 8:01 |
| 2. | "Mousou☆Fetish! ~delusions of grandeur mix~ (妄想☆ふぇてぃっしゅ！～ delusions of grandeur mix ～)"                | 8:01 |
| 3. | "Zettai Kaichou Sengen! ~Kurimu→Crimson→Akachan mix~ (絶対会長宣言！～ Kurimu→Crimson→Akachan mix ～)"             | 7:31 |
| 4. | "Chikashitsu ~sadistic mokyu mix~ (地下室 ～ sadistic mokyu mix ～)"                                               | 7:31 |
| 5. | "Hi,Gene ～ keep indoor mix ～"                                                                                    | 7:31 |
| 6. | "Nekketsu Tarou ~sweltering & masculine mix~ (熱血太郎 ～ sweltering & masculine mix ～)"                          | 7:01 |
| 7. | "Harem Houkai Rhapsody ~In the locker-harem mix~ (ハーレム崩壊ラプソディ ～ In the locker-harem mix ～)"           | 8:01 |
| 8. | "Imouto wa mou Kaettekonai Original Mix (妹はもう帰ってこない Original Mix)"                                       | 5:01 |
| 9. | "Otouto ha Hakkotsu Kashi Teita Original Mix (弟は白骨化していた Original Mix)"                                    | 4:31 |
| 10. | "Real Seitokai Dabenrihen Extra (リアル生徒会駄弁り編 Extra)"                                                      | 5:01 |
| Tổng thời lượng:                                                                                                   | Tổng thời lượng:                                                                                                   | 1:07:30 |

| Seitokai no Ichizon Best Album Complete Suru Seitokai (生徒会の一存 ベストアルバム コンプリートする生徒会) | Seitokai no Ichizon Best Album Complete Suru Seitokai (生徒会の一存 ベストアルバム コンプリートする生徒会)               | Seitokai no Ichizon Best Album Complete Suru Seitokai (生徒会の一存 ベストアルバム コンプリートする生徒会) |
| STT | Nhan đề | Thời lượng                                                                                                 |
| --- | --- | --- |
| 1. | "Treasure" | 4:38 |
| 2. | "Mousou☆Fetish! (妄想☆ふぇてぃっしゅ!)"                                                                                  | 3:02 |
| 3. | "Usamaro Hunter (うさまろハンター)"                                                                                      | 4:14 |
| 4. | "Zettai Kaichou Sengen! (絶対会長宣言!)"                                                                                 | 3:04 |
| 5. | "Chikashitsu ~Tasogare Unbalance~ (地下室 〜黄昏アンバランス〜)"                                                         | 3:49 |
| 6. | "No merit to me" | 3:51 |
| 7. | "Nekketsu Tarou (熱血太郎)"                                                                                              | 4:22 |
| 8. | "Seitokai Sentai Gakuenger (生徒会戦隊ガクエンジャー)"                                                                   | 3:58 |
| 9. | "Hi, Gene! ~Ya! Oh! Yeah!~ (Hi,Gene! 〜ヤァ! Oh! Yeah!〜)"                                                               | 3:33 |
| 10. | "Spec dake Tsukaikitta Game Soft no You desu (スペックだけ使い切ったゲームソフトのようですぅ)"                           | 2:22 |
| 11. | "Harem Houkai Rhapsody (ハーレム崩壊ラプソディ)"                                                                         | 3:28 |
| 12. | "Lamb Chop no Saute to Koushi no Spare Rib w/z Nakameguro Yoshiki (ラムチョップのソテーと仔牛のスペアリブw/z中目黒善樹)" | 4:07 |
| 13. | "Imoto wa Kaette ko Nai (妹は帰ってこない)"                                                                              | 4:46 |
| 14. | "Otouto ha Hakkotsu Kashi Teita (弟は白骨化していた)"                                                                    | 4:27 |
| 15. | "Ue Ue Shita Shita Hidari Migi Hidari Migi B A ~Ganbarekurimu ver.~ (上上下下左右左右BA 〜がんばれくりむver.〜)"         | 1:33 |
| 16. | "Mousou☆Fetish! ~ Sasuga!! Chi gen ver.~ (妄想☆ふぇてぃっしゅ! 〜さすが!!知弦ver.〜)"                                    | 1:32 |
| 17. | "Zettaikaicho Sengen? (ぜったいかいちょーせんげん?)"                                                                     | 3:25 |
| 18. | "BGM-M1" | 1:27 |
| 19. | "BGM-M2" | 1:36 |
| 20. | "BGM-M3" | 1:38 |
| 21. | "BGM-M4" | 1:37 |
| 22. | "BGM-M5" | 1:26 |
| 23. | "BGM-M6" | 1:30 |
| 24. | "BGM-M7" | 1:31 |
| 25. | "Nukono Uta (ぬこのうた)"                                                                                                | 2:13 |
| Tổng thời lượng:                                                                                           | Tổng thời lượng: | 1:13:09 |

Bộ anime thứ hai có 10 bài hát chủ đề với 10 bài hát kết thúc dùng cho mỗi tập trong đó có một bài dùng làm bài hát mở đầu. Bài hát mở đầu là bài Precious do nhóm Heikyoh Gakuen Seitokai Lv. 2 trình bày, bài hát này còn dùng làm bà hát kết thúc trong tập 0. Bài hát kết thúc thứ hai là bài Fo(u)r Seasons dùng cho tập 1, bài hát kết thúc thứ ba là bài Hitsuji ga Ippiki, Nihiki Kazoete Nemashou (羊が一匹,二匹数えて寝ましょう) dùng trong tập 2, bài hát kết thúc thứ tư là bài Kizuna dùng trong tập 3, bài hát kết thúc thứ năm là bài Chouzetsu☆Coquettish! (超絶☆こけてぃっしゅ!) dùng trong tập 4, các bài hát này đều do nhóm Heikyoh Gakuen Seitokai Lv. 2 trình bày. Bài hát kết thúc thứ sáu là bài Pure Pure Canvas do Sakurano Kurimu trình bày dùng trong tập 5. Bài hát kết thúc thứ 7 là bài ☆Pa・pi・pu・pe・policy☆ (☆ぱ・ぴ・ぷ・ぺ・ぽりしー☆) do Sugisaki Ringo trình bày dùng trong tập 6. Bài hát kết thúc thứ tám là bài Kuusou☆S’il vous plaît (空想☆シルブプレ) do Tōdō Lilicia trình bày dùng trong tập 7. Bài hát kết thúc thứ chín là bài Aoi Hoshi ni Umarete (青い星に生まれて) do Matsubara Asuka trình bày dùng trong tập 8. Bài hát thứ 10 là bài Blue Sky do nhóm Heikyoh Gakuen Seitokai Lv. 2 trình bày dùng trong tập 9.
Một album chứa bài hát mở đầu và các bài hát do các nhân vật trình bày đã phát hành vào ngày 23 tháng 11 năm 2012. Album chứa các bài hát chủ đề của bộ anime đã phát hành vào ngày 25 tháng 1 năm 2013.
| Seitokai no Ichizon Lv.2 Precious (TVアニメ「生徒会の一存 新アニメ Lv.2」主題歌『Precious』) | Seitokai no Ichizon Lv.2 Precious (TVアニメ「生徒会の一存 新アニメ Lv.2」主題歌『Precious』)     | Seitokai no Ichizon Lv.2 Precious (TVアニメ「生徒会の一存 新アニメ Lv.2」主題歌『Precious』) |
| STT                                                                                          | Nhan đề                                                                                          | Thời lượng                                                                                   |
| -------------------------------------------------------------------------------------------- | ------------------------------------------------------------------------------------------------ | -------------------------------------------------------------------------------------------- |
| 1.                                                                                           | "Precious"                                                                                       | 3:46                                                                                         |
| 2.                                                                                           | "Kakugen Rock 'n' Roll (格言 ろっくんロール)"                                                    | 4:13                                                                                         |
| 3.                                                                                           | "Precious ～Inst.Mix～"                                                                          | 3:44                                                                                         |
| 4.                                                                                           | "Kakugen Rock 'n' Roll ~Inst.Mix~ (格言 ろっくんロール ～Inst.Mix～)"                            | 4:13                                                                                         |
| 5.                                                                                           | "Precious ～Mariko Solo Mix～"                                                                   | 3:44                                                                                         |
| 6.                                                                                           | "Precious ～Mina Solo Mix～"                                                                     | 3:45                                                                                         |
| 7.                                                                                           | "Precious ～Misuzu Solo Mix～"                                                                   | 3:45                                                                                         |
| 8.                                                                                           | "Precious ～Iori Solo Mix～"                                                                     | 3:47                                                                                         |
| 9.                                                                                           | "Precious ～Silent Mix～"                                                                        | 3:46                                                                                         |
| 10.                                                                                          | "Treasure Lv.2"                                                                                  | 4:38                                                                                         |
| 11.                                                                                          | "Treasure2010"                                                                                   | 4:06                                                                                         |
| 12.                                                                                          | "Treasure Remix ～thank you-big hit mix～"                                                       | 7:44                                                                                         |
| 13.                                                                                          | "Treasure ～Inst.Mix～"                                                                          | 4:41                                                                                         |
| 14.                                                                                          | "Fo(u)r Seasons ～TV mix～"                                                                      | 1:32                                                                                         |
| 15.                                                                                          | "Hitsuji ga Ippiki, Nihiki Kazoete Nemashou ~TV mix~ (羊が一匹,二匹数えて寝ましょう ～TV mix～)" | 1:31                                                                                         |
| 16.                                                                                          | "KIZUNA ～TV mix～"                                                                              | 1:32                                                                                         |
| 17.                                                                                          | "Chouzetsu☆Coquettish! ~TV mix~ (超絶☆こけてぃっしゅ! ～TV mix～)"                               | 1:33                                                                                         |
| 18.                                                                                          | "Bansen Suru Seitokai (番宣する生徒会)"                                                          | 3:31                                                                                         |
| Tổng thời lượng:                                                                             | Tổng thời lượng:                                                                                 | 1:05:31                                                                                      |

| TV Anime "Seitokai no Ichizon Lv.2" Ending Collection "Character Song-shū" (TVアニメ「生徒会の一存 Lv.2」EDコレクションアルバム【キャラクターソング集】) | TV Anime "Seitokai no Ichizon Lv.2" Ending Collection "Character Song-shū" (TVアニメ「生徒会の一存 Lv.2」EDコレクションアルバム【キャラクターソング集】) | TV Anime "Seitokai no Ichizon Lv.2" Ending Collection "Character Song-shū" (TVアニメ「生徒会の一存 Lv.2」EDコレクションアルバム【キャラクターソング集】) |
| STT | Nhan đề | Thời lượng |
| --- | --- | --- |
| 1. | "Fo(u)r Seasons" | 3:42 |
| 2. | "Hitsuji ga Ippiki, Nihiki Kazoete Nemashou (羊が一匹,ニ匹数えて寝ましょう)"                                                                             | 3:03 |
| 3. | "KIZUNA" | 4:04 |
| 4. | "Chouzetsu☆Coquettish! (超絶☆こけてぃっしゅ！)" | 3:08 |
| 5. | "Pure Pure Canvas" | 3:31 |
| 6. | "☆Pa・pi・pu・pe・policy☆ (☆ぱ・ぴ・ぷ・ぺ・ぽりしー☆)"                                                                                                  | 3:53 |
| 7. | "Kuusou☆S’il vous plaît (空想☆シルブプレ)" | 3:49 |
| 8. | "Aoi Hoshi ni Umarete (青い星に生まれて)" | 3:30 |
| 9. | "BLUE SKY" | 3:58 |
| 10. | "Fo(u)r Seasons~Spring mix~" | 3:42 |
| 11. | "Fo(u)r Seasons~Summer mix~" | 3:42 |
| 12. | "Fo(u)r Seasons~Autumn mix~" | 3:42 |
| 13. | "Fo(u)r Seasons~Winter mix~" | 3:42 |
| 14. | "Hitsuji ga Ippiki, Nihiki Kazoete Nemashou ~Kurimusoro mix~ (羊が一匹,ニ匹数えて寝ましょう~くりむそろみっくす~)"                                        | 3:03 |
| 15. | "KIZUNA ~Chigen dokuen mix~ (KIZUNA~知弦独演 mix~)" | 4:05 |
| 16. | "Kyou no Gidai (今日の議題)" | 1:23 |
| 17. | "Itsumo Nandaka (いつもなんだか)" | 0:48 |
| 18. | "Ohayou! (おはよう！)" | 1:15 |
| 19. | "Sentakubiyori (洗濯日和)" | 1:08 |
| 20. | "Kawa to Yuuyake (川と夕焼け)" | 1:41 |
| 21. | "Precious~BGM ver.~" | 2:04 |
| Tổng thời lượng: | Tổng thời lượng: | 1:02:53 |